# Las Palmas (pokrajina)
Las Palmas je španjolska provincija na jugozapadu Španjolske, izvan kontinentskog dijela. Nalazi se u afričkom dijelu Španjolske, zapadno od marokanske i zapadnosaharske obale, u istočnom dijelu autonomne zajednice Kanara.
U pokrajini živi 1.100.027 stanovnika (1. siječnja 2014.), a prostire se na 4.066 km². Glavni grad pokrajine je Las Palmas de Gran Canaria. Službeni jezik je španjolski jezik.

## Vanjske poveznice
- Vlada Kanarskih otoka (španjolski)